# Павлов, Алексей Игоревич
Алексей Игоревич Павлов (21 октября 1961, Москва, СССР — 23 января 2018, там же) — советский и российский футболист, российский футбольный тренер. Мастер спорта СССР (1983).

## Карьера
Воспитанник московского футбола. В начале своей карьеры действовал на позиции нападающего, затем был перемещён на позицию полузащитника, с акцентом игры в обороне.
В 1979 году начал взрослую карьеру в дубле московского «Локомотива». С 1981 года выступал за основной состав клуба. С небольшим перерывом отыграл за «железнодорожников» шесть сезонов и провёл 114 матчей (5 голов) в первой лиге СССР.
Также в карьере игрока были такие команды, как смоленская «Искра», «Восток» Усть-Каменногорск, ярославский «Шинник», «Спартак» Кострома, красногорский «Зоркий», вторая команда московского «Динамо» и «Балтика» Калининград.
Заканчивал профессиональную карьеру в подмосковном клубе «Торпедо» (Мытищи), после чего ещё два сезона отыграл в мини-футбольном московском клубе «Спартак» в высшей лиге России.
После завершения спортивной карьеры работал тренером в школе, а также играл за команду ветеранов «Локомотива».

## Достижения
- Бронзовый призёр Первой лиги 1981 года.
- Победитель Кубка МССЖ (2): 1979, 1983 годов.

#### Достижения в мини-футболе
- Обладатель Кубка России по мини-футболу 1994 года.
- Обладатель Кубка Высшей лиги по мини-футболу 1994 года.
- Победитель Первой лиги по мини-футболу 1993 года.